# 烏庫雷尼亞
烏庫雷尼亞（西班牙語：Ucureña）是玻利維亞的小鎮，位於該國中部，由科恰班巴省負責管轄，距離首府科恰班巴44公里，海拔高度2,714米，每年平均降雨量約450毫米，2010年人口3,086。